# Stefano Toselli
Stefano Toselli is een voedingsbedrijf uit het Franse Mézidon-Canon, in Normandië. Het werd opgericht in 1981 en is gespecialiseerd in producten op basis van pasta, zoals cannelloni, macaroni en lasagne.

## MBO
De onderneming was aanvankelijk eigendom van het Amerikaanse Schwan Food Company en werd in 2009 via een MBO eigendom van drie bestuurders. Gilbert Schmit, Andrew Young en Douglas Hamer richten de holding YHS op, waarin Stefano Toselli werd ondergebracht. Stefano Toselli heeft 226 werknemers in dienst en realiseerde in 2010 een netto omzet van € 71 miljoen. Binnen het bedrijf zijn er 2 geautomatiseerde produktielijnen voor koelverse- en diepvriesproducten die geëxporteerd worden naar 25-tal landen in Europa.

## Joint venture
In 2011 werd een 50/50 joint venture bekendgemaakt tussen het Belgische Ter Beke en de Franse sectorgenoot Stefano Toselli. Deze joint venture zal lasagne en pasta maaltijden produceren en commercialiseren in Centraal- en Oost-Europa. De overeenkomsten bevatten voor Ter Beke een calloptie - in 2018 - zowel op het aandeel van YHS in de joint venture als op de aandelen van Stefano Toselli.